# El hombre que miraba pasar los trenes
El hombre que miraba pasar los trenes (francés: L'Homme qui mirarait passer les trains) es una novela policíaca del escritor belga Georges Simenon. Según diversos informes, la novela fue escrita en Igls en 1936 o en la primavera de 1937. Fue prepublicada por entregas en el diario Le Petit Parisien del 10 de junio al 19 de julio de 1938, bajo el título Popinga a tué, y en el mismo año por la editorial Gallimard.

## Trama
Una noche, poco antes de Navidad, Kees Popinga, representante autorizado en Groninga, se entera por el propietario de la empresa que una quiebra fraudulenta es inevitable. Su jefe escenifica su desaparición esa noche. Popinga regresa a casa, pero se niega a ir a la oficina al día siguiente, sabiendo muy bien que no sólo ha perdido su trabajo, sino también su patrimonio por estar involucrado en la empresa, así como su casa, que había financiado a través de deuda, garantizando la hipoteca con acciones de la empresa.
La tarde de ese día rompe con su existencia burguesa y pasa de ser un hombre que antes sólo miraba trenes a alguien que ahora quiere disfrutar de la vida. Va a Ámsterdam para visitar a la amante de su jefe, a quien intenta conquistar, pero la mata accidentalmente, según él, porque ella se rio de él, y luego se marcha inmediatamente a París. Allí conoce a una prostituta que, en Nochebuena, le presenta a su proxeneta, jefe de una banda de traficantes de coches, pero descubre a tiempo que no le interesa ayudarlo, sino quitarle sus últimas posesiones.
Huye, regresa con la prostituta, la hiere y la abandona, y a partir de allí anda por las calles de París, pero al mismo tiempo, a través de una carta, pone a la policía tras la pista no sólo de su segundo acto delincuente, sino también de la banda de ladrones de coches. Pasa su tiempo en actividades y lugares en constante cambio porque no llevar a la policía tras su pista mediante la repetición y, como resultado, su margen de acción se reduce día a día.
Como no le gustan las informaciones sobre él en la prensa, Popinga escribe a los periódicos, que también publican sus cartas, aunque con declaraciones psiquiátricas que le atribuyen paranoia y su deseo de reconocimiento. En la víspera de Año Nuevo, sólo escapa al descubrimiento al ver un drama de celos entre los invitados del restaurante en el que se encuentra, y puede huir a tiempo. Al mismo tiempo, la policía detuvo a los ladrones de coches y poco después acordó con ellos, ya que eran los únicos que lo vieron, que ellos y todo el mundo criminal de París también lo buscarían.
Unos días después del Año Nuevo, Popinga finalmente pierde lo último de su dinero a manos de un carterista, tras lo cual decide darse por vencido. Se tumba en las vías del tren, pero es "rescatado" y entregado a la policía de París, que lo transporta a un hospital psiquiátrico.

## Temas
Como en otras novelas de Simenon, se trata la ruptura del personaje con su entorno original (como en Le Charretier de la Providence, Le coup de lune, etc.), pero aquí se aborda más fundamentalmente el tema de la identidad. El personaje central no se reconoce en la visión que de él tienen quienes lo rodean: ingenuo para su exjefe, loco para su esposa, incluso en el retrato que la prensa da de él y que él se empeña en intentar corregir. ¿Quién es él realmente? Huye de los rasgos característicos que podrían llevarle a traicionarlo: el hombre del cigarro, el hombre que duerme por las noches con prostitutas, el hombre del maletín,... Huyendo así de todas sus costumbres, se encuentra desnudo, literalmente, al final de la novela. La libertad es otro tema de la novela. A diferencia de su vida y de su moral pequeñoburguesa, Kees se encuentra completamente libre para tomar todas las decisiones y explotar sus talentos (habla cuatro idiomas, puede adaptarse a todas las situaciones nuevas, como por ejemplo robar un coche). Pero esta libertad no tiene sentido porque no puede lograr que se reconozca su identidad profunda. La última frase del libro, enunciada por el protagonista, es: "No existe la verdad, ¿no le parece?"

## Interpretación
Al final de la novela, el protagonista escribe “La verdad sobre el caso Kees Popinga”. Pero se limita a entregarle al médico un montón de páginas en blanco. Según Lucille F. Becker, la verdad sobre la que Popinga no puede escribir es que la vida no se puede cambiar, y que es imposible vivir los sueños. Este mensaje, que, según Becker, recorre toda la obra de Simenon, le convierte en un novelista de "luchas inútiles". El vuelo final hacia la locura es la reacción de Popinga al darse cuenta de que su vida ha sido inútil y que nada justifica su existencia. Becker ve el final como una solución típica de las novelas de Simenon, lo que a menudo le provocó críticas: una novela bien construida se interrumpe al final de forma accidental, apresurada o violenta. 
Para Lutz Gräfe, la novela sobre el “imparable declive de un ratón gris” era uno de los “oscuros estudios psicológicos de Simenon en los que el belga explora las profundidades de la pequeña burguesía, y que casi siempre terminan mal. Según Alex Rühle, Popinga, que quería salir de su realidad fija, tuvo que experimentar cómo los medios de comunicación lo atrapaban una vez más en una imagen, la imagen de un monstruo, que intentaba desesperadamente corregir. Termina literalmente perdiéndolo todo hasta que es arrestado en plena desnudez. Pero Simenon deja en el limbo “hasta qué punto Popinga simplemente fracasa o si en este fracaso también gana una especie de libertad; y hasta  cierto punto se vuelve realmente loco en su esfuerzo por cambiar las condiciones fijas de su vida.

## Recepción
El hombre que miraba pasar los trenes tuvo tanto éxito, especialmente en Estados Unidos, que, según Jean Améry, “ofreció una seria competencia a las mejores novelas policiales estadounidenses”. 
Horst-Jürgen Gerigk clasificó la novela entre aquellos libros que están más presentes por su título que por su contenido.. André Hille la consideró una “historia fantástica”,  para Alex Rühle el suspenso de la novela es “increíble”,  el sitio web maigret.de la calificó de: “Emocionante hasta la última página”. 
Pilar de Cecilia resalta que "La obra, escrita con la abrumadora lucidez que caracteriza a Simenon, es un estudio psicológico acerado acerca de la capacidad para el mal que puede encerrar un ser humano aparentemente impecable, cuando su espíritu es llevado de repente a una situación más allá de su límite de resistencia y equilibrio [...] Más que un estudio policiaco, la obra, en la que no hay ningún hecho oculto que deba desvelarse, es un estudio del fracaso humano como fuente de disturbios emocionales irreparables. Y también una manifestación del absurdo y el sinsentido de la vida, puesto que inesperadamente ésta puede escapar a todo control y desembocar en unas circunstancias imposibles de superar para quien se ve envuelto en ellas.".

## Adaptación cinematográfica
- El libro fue adaptado a la pantalla en 1952 como El Expreso de París, protagonizada por Claude Rains y Märta Torén y dirigida por Harold French.[11]